# Lauritz Nicolai Hvidt
Lauritz Nicolai Hvidt, född den 27 oktober 1777 i Köpenhamn, död den 16 mars 1856, var en dansk affärsman och politiker.
Hvidt blev 1791 student och 1795 teologie kandidat, men måste vid faderns död 1798 överta dennes handelsrörelse och drev vidsträckta affärer, till dess kriget 1807 ödelade hans förmögenhet. 
Under Köpenhamns belägring (1807) utmärkte Hvidt sig som adjutant vid borgarartilleriet, 1809-16 var han börskommissarie, upptog sistnämnda år på nytt sina affärer och öppnade 1819 den första ångbåtskommunikationen i Danmark. 
1835 blev han direktör för Nationalbanken och var 1840-53 formand för Köpenhamns borgerrepresentante (stadsfullmäktige) samt 1842-56 Grosserersocietetets formand. 
I det politiska livet intog Hvidt därjämte en så framstående plats, att man inte utan skäl jämfört honom med Hans Nansen. 1832 utsågs han av kung Fredrik VI till en av de "upplyste män", som skulle granska utkastet till ständerförfattning.
Hvidt uttalade sig varmt för offentlighet vid ständernas sammankomster. 1835-42 var han medlem av östiftens ständerförsamling och uppträdde alltid till hävdande av frihet och nationellt liv. 
Hvidt var den egentlige stiftaren av trykkefrihedsselskabet (1835) och tog en verksam del i den slesvigske hjælpeforening 1844 samt var en av det nationalliberala partiets mest framstående män. 
I mars 1848 var han ledare av Kasinomötena och av det stora folktåget till konung Fredrik VII och blev därefter minister utan portfölj (till oktober samma år). Han tog mycken del i grundlagens utarbetande (tillsammans med Lehmann och Monrad).
Hvidt hade också säte och stämma i den grundlagstiftande riksförsamlingen, men avslog 1849 val till landstinget. Däremot uttalade han sig 1854 med styrka mot helstatsreaktionen. Köpenhamns kommun reste 1879 en kolossal byst av Hvidt i Ørstedsparken.

## Utmärkelser
- Riddare av Dannebrogorden,  1815[1]
- Dannebrogsmännens hederstecken,  1836[1]
- Kommendör av Dannebrogorden,  1849[1]

[Redigera Wikidata]